# Donnerup Plantage
Donnerup Plantage ligger tæt ved landsbyen Åle (Aale) ved Klovborg 18 km. vest for Horsens.
Et Royal Air Force (RAF) fly styrtede ned i Donnerup Plantage den 10. april 1944. 
Alle seks besætningsmedlemmer omkom. 
Lokale beboere rejste i 1947 en mindesten og oprettede en mindelund for den nedstyrtede besætning. 
Besætningen er begravet i Fovrfeld Gravlund ved Esbjerg.